# Sistema de comunicacions
S'enten per sistema de comunicacions qualsevol sistema electrònic la funció del qual és generar, captar, transmetre i recuperar una informació determinada intentant que el missatge rebut sigui una estimació el més semblant possible al missatge original.